# ドミナートゥス
ドミナートゥス（ラテン語: Dominatus）とは、帝政ローマ後期における政治形態の呼称である。「ドミヌス（dominus、主）による支配」を意味し、日本語では専制君主政（せんせいくんしゅせい）と訳される。かつては帝政ローマ前期の政治形態を意味するプリンキパトゥス（元首政）と対になる語として用いられてきたが、現在ではプリンキパトゥスに代わるドミナートゥスなるものは存在しなかったと考えられており、プリンキパトゥスという言葉が引き続き用いられている一方で、ドミナートゥスという言葉は用いられなくなっている。

## ドミナートゥスの誕生
古代ローマ帝国は、一般に最初のローマ皇帝とされるアウグストゥス（実質的にはガイウス・ユリウス・カエサル）から帝政に移行したとされる。しかしながらカエサルが暗殺された経緯から、アウグストゥスは君主制に対するローマ市民のアレルギーを熟知していた。そこでアウグストゥスは、実質としては君主でありながら、建前としては共和制を遵守する姿勢を貫き、これは後のローマ皇帝にも継承された。これを「元首政（プリンキパトゥス）」と呼ぶ。
しかしながら3世紀の危機と呼ばれる混乱期において、わずか1〜2年で皇帝が交代するという事態（軍人皇帝時代）が続き、ローマ皇帝の権威は失墜した。軍人皇帝時代の混乱の収拾を図るべく、皇帝ディオクレティアヌスは改革を行い、自らを「神聖なる（sacer）皇帝」と呼ばせるなど皇帝権威の再建に努めた。これらの儀式により「神聖なる」という付加形容詞は「皇帝の」の同義語とまで考えられるようになった。そのため、もはや皇帝権は単なる職権ではなく、ローマ皇帝は建前としても実質としても神権的な君主となったのだろう、と考えられてきた。この体制を後世になって専制君主政（ドミナートゥス）と呼ぶようになった。

## ディオクレティアヌスの改革
従来のローマ帝国は、属州に分割されており、そのうちの半数の属州総督は元老院が任命する体制であった。ディオクレティアヌスは従来の属州をおよそ100程度に再分割し、属州総督の権力を削減した。そして強力な官僚制を作り上げ、専制的な皇帝が官僚を通じて人民を支配する体制ができあがった。
ディオクレティアヌスはまた、テトラルキアの制度を作った。これは皇帝権を2人の正帝（アウグストゥス）と2人の副帝（カエサル）とに分割し、正帝は20年の任期で引退して副帝に正帝の地位を譲るというシステムである。ローマ皇帝は軍全体の司令官という性質を持っており、外敵の侵入が激化すると皇帝は前線でとどまり続けることが多く、ディオクレティアヌスがテトラルキアの制度を作ったのも、前線司令官である皇帝がそれぞれの前線を分担するのに、4人の皇帝が必要だったからである。これにより従来は名誉称号に過ぎなかった「アウグストゥス」が、正帝を表す正規の称号となった。テトラルキアの体制では、帝職に任期が定められたこと、独裁を避けるために一人以上の同僚を持つという官職の伝統に則り皇帝権を正帝2人と副帝2人とに4分割したこと、特定の一族に権力が集中するのを防ぐために世襲を避けて有能な者に帝職を継承させるシステムを構築したこと、など共和制や元首政的な部分を多く残していた。
また、実際には皇帝が行っていた帝国全土の行政業務も建前上は元老院での投票による元老院決議であると位置づけられていたように、ディオクレティアヌス時代の皇帝権は共和政時代の諸公職の権限から受け継いだ概念に依拠しており、皇帝が専制君主として振る舞うことはできなかった。

## コンスタンティヌス1世の改革
ディオクレティアヌスの時代に副帝を務めていたコンスタンティウス・クロルスの子コンスタンティヌス1世は、ディオクレティアヌス引退後の内乱を収拾して、競争者である他の皇帝を倒し、唯一のローマ皇帝となった。コンスタンティヌスは、ディオクレティアヌスの改革をさらに押し進めて官僚制を整備した。コンスタンティヌス治下では役人達の逸脱に対して権利を保障する存在として法が厳密に運用され、皇帝自身も法を遵守しなければならなかった。たとえコンスタンティヌスが独裁的な人物であったとしても、その制度はディオクレティアヌスの時代と同様に元首政と呼ぶべきものであった。
コンスタンティヌス1世は最高位の軍事司令官としてマギステル・ミリトゥムという官職を創設し、ローマ皇帝が前線司令官を任命する体制を作った。従来の近衛隊長官は文官の最高官職である「道 (Praetorian prefecture) 長官」となった。文官と軍官の分離が進められ、軍官に与えられていた行政権の多くがローマの元老院へと委ねられた。ローマ人エリート層の多くは軍服を取り上げられて文官となり、代わりに大規模な蛮族兵の徴募が行われた。蛮族の登用はコンスタンティヌス1世の以前から行われていたが、これほどの大規模な登用は初めてのことであった。これらの改革により「ローマ人の行政官と蛮族の軍人」という後期ローマ帝国の体制ができあがった。またコンスタンティヌスはキリスト教を公認し、これを利用して皇帝の権威を高めた。
コンスタンティヌス1世は、世襲を忌避したディオクレティアヌスとは異なり、子のクリスプス、コンスタンティヌス2世、コンスタンティウス2世、コンスタンス1世、そして甥のダルマティウスに次々と副帝の称号を与えた。彼らの多くは「副帝として相応しい」とは考えられない幼少時から副帝に任じられており、コンスタンティヌス1世が一族の王朝的継続性を望んでいたことを示している。コンスタンティヌス1世の一族による政治の独占は長くは続かなかったが、後の皇帝ウァレンティニアヌス1世やテオドシウス1世没後の東西ローマ帝国でも幼少な皇帝は擁立されており、帝政前期であれば無能な皇帝は暗殺などの手段によって帝位を剥奪されたのであるが、この時代には臣下が暗君・幼君に代わって実質的に政治を執り行う王朝体制に移行しつつあったことを示している。この時代の政治の実状は皇帝の名前や行動はほとんど重要ではなく、かつて専制君主制と説明されていた状況とは全く異なるものであった。こうしたオリエント的な王朝体制は帝国の東方では受け入れられた一方、帝国本土では受け入れられず、西ローマ帝国においては皇帝の重要性が急速に低下することとなった。帝国本土ではスティリコやリキメルといった蛮族出身の将軍が皇帝に代わって「ローマ人の守護者」と呼ばれるようになり、5世紀末には「もはやローマに皇帝は不要である」として西ローマ皇帝の地位そのものが廃止されることとなった。